# Севастополь-авіа
Севастополь-Авіа — колишня  українська авіакомпанія зі штаб-квартирою в Севастополі. Працювала головним чином на ринку чартерних перевезень, здійснювала також та регулярні перевезення. Базувалася в аеропорту «Бельбек», Севастополь, Україна.

## Історія
ТОВ «Авіакомпанія „Севастополь-Авіа“» була створена 30 червня 2001 року. Злітну смугу та обладнання аеропорту «Бельбек» спільно використовувалися з військовою частиною ППО Міністерства оборони України. Авіакомпанією виконувалися регулярні рейси з Севастополя в Київ.
У 2002 у зв'язку з отриманням аеропорту «Бельбек» ліцензії на міжнародні авіаперевезення, «Севастополь-Авіа» почала здійснювати регулярні рейси в Москву, Ларнаки, Стамбул. У період з 2002 по 2007 роки було здійснено близько 4 тис. авіарейсів, з яких 50 % були міжнародні, перевезено близько 50 тис. пасажирів.
У 2007 році рейси тимчасово припинені, у зв'язку з відмовою Міністерства оборони України продовжити договір про спільне використання аеродрому. З того часу по даний момент (травень 2010) немає ніякої інформації про авіакомпанію «Севастополь-Авіа».

## Флот
Іл-18Д, бортовий номер UR-CEO
Іл-18В, бортовий номер UR-CEV